# Credo (busz)
A Credo (újabb autóbuszokon Credobus néven feltüntetve) egy magyar autóbuszmárka, amely 1999 óta létezik. A Krankovics István tulajdonában álló, győri székhelyű, Kravtex-Kühne Csoport gyártja az autóbuszokat a mosonmagyaróvári Kühne Zrt. és a győri Kravtex Kft. gyáregységeiben. A cég legfőbb vásárlója a hazai Volánbusz Zrt., de található 1-2 Credo autóbusz magánkézben, illetve külföldön, Romániában és Oroszországban is.

## A Kravtex Kft. története
A Kravtex Kereskedelmi Kft.-t 1992-ben alapították az orosz Avtoexport részvételével. Fő profilja Ikarus autóbuszok és ezek alkatrészeinek, főleg Rába főegységeinek exportja volt a FÁK országaiba.
1997-ben, a cég jelenlegi tulajdonosa, Krankovics István, a Kravtex volt ügyvezetője, a Kühne Zrt. igazgatóságának korábbi elnöke, kivásárolta az Avtoexport tulajdonrészét. Ettől kezdve 100%-os magyar tulajdonba került a vállalat, amely ma Kravtex-Kühne Csoport néven folytatja a Credo buszok gyártását.
2 évvel később Győrben üzemegységet létesített a cég, és használt Ikarus autóbuszok felújításába fogott. 2002-ig összesen 700 Ikarust újítottak fel, ezeket néhány Magyarországon maradt példányt kivéve a volt Szovjetunió országaiban értékesítették.
1997-ben a cég megvásárolta a mosonmagyaróvári Kühne Mezőgazdasági Gépgyár Rt. többségi tulajdonát. Az így létrejött cégcsoport 1999-ben a cseh SOR Libchavy cégtől 9,5 m hosszú autóbuszok gyártására licencet vásárolt, és Magyarországon Credo néven kezdte gyártani és értékesíteni az autóbuszokat (az első példány még Kravola néven került forgalomba).
A cég folyamatos fejlesztéssel növelte a magyar beszállítók részarányát és – alapvetően még mindig a cseh platformra épülő – újabb, egyre nagyobb részarányban saját tervezésű típusokat mutatott be. 2005-ben bemutatták a cég eddigi legsikeresebb típusát, az elővárosi Credo EC 12-t.
2019-ben az eladott autóbuszok száma átlépte a 2.000-es darabszámot.

## Fejlesztések
- 2009 nyarán bemutatták a Credo Citadell 12 típusú, teljes hosszában alacsony padlós autóbuszt, majd fél évvel később a csuklós Citadell 19-et is. Ettől a típustól komoly áttörést remélt a Kravtex, tervezésekor kifejezetten a budapesti közlekedési igények kiszolgálását tartották szem előtt. Ez a típus az első teljesen saját fejlesztésű autóbusza a cégnek. Euro 6-os motorral szerelt változat ebből a típusból nem készült, így 2016-tal kivezették a kínálatból.
- 2011 végén bemutatták az elővárosi használatra szánt Econell 12-t, 2012-ben a városközi Inovell 12-t, majd szintén ebben az évben a távolsági használatra szánt Optinell 12-t.
- Az Econell 12 városi verzióját, az Econell City³-t 2013-ban mutatták be.
- A 2014-es évtől kezdve folyamatosan készültek a kocsik Euro 6-os motorral szerelt változatai, először az Econell,[4] az Inovell,[5] majd az Optinell következett a sorban.[6]
- 2016 tavaszán mutatták be az Optinell 10 fantázianevű távolsági midibuszt.[7]
- 2016. Június 10-én felavatták a teljesen önerőből megvalósult gyártócsarnok bővítést (5600 négyzetméter), illetve bejelentették az összes típus kompakt 10 méteres, és a hosszított 12.7 méteres változatait, így már összesen 4-féle hosszváltozatban lesznek elérhetőek a Credo autóbuszok A gyártócsarnok 16.200 négyzetméterre bővült.[8]
- 2016 őszén készült el az Econell 10 fantázianevű helyközi midibusz.[9]
- 2016 végére elkészült az Econell 13, a leghosszabb szóló Credo busz amit eddig gyártottak. Ezt követte 2017 tavaszán a városi változat, az Econell 13 City[10]
- 2017-ben két speciális megrendelést is teljesített a cég: 10 db Credo Econell Medic szűrőbuszt,[11] és 33 db rendőrségi kivitelű Optinellt szállítottak a megrendelőnek.[12]
- 2019-ben bemutatták a továbbfejlesztett Inovell típust, amely az Inovell+ nevet kapta.[13]
- 2020-ban bejelentették, hogy sok év kihagyás után a Kravtex Kft. ismét belép a csuklós buszok piacára, amely a megújuló termékpaletta első hírnöke lesz. Az első prototípus elkészülte 2021-re várható.[14]
- 2021-ben a cseh SOR Libchavy céggel konzorciumot alkotva indultak a Zöld Busz Programban, ahol egy SOR NS 12 buszt tesztelhettek.[15] a résztvevők Szolnokon.
- 2021 októberében bemutatták a Credo Econell 18 Next csuklós buszt. A családelvű fejlesztésnek köszönhetően az autóbusz 3 ajtós elővárosi, illetve 3 és akár 4 ajtós városi változatban is gyártható. A típus szóló változata várhatóan 2022 második felében mutatkozik be Econell 12 Next néven.[16]
- 2022-ben 20 ezer négyzetméteresre bővült a mosonmagyaróvári gyár.[17]
- 2022.08.31-én bemutatták az Econell12 Next típust is. 2023-2024-től akkumulátoros és hidrogén üzemanyagcellás változatok érkeznek a Next-családba.[18]

## Credo autóbuszok

### Jelenlegi típusok
Az elmúlt években a cégcsoport átfogó modernizálási programot hirdetett, így a régebbi típusokat felváltották a modernebb megjelenésű, mind az utasok, mind az autóbusz vezetők számára kényelmesebb autóbuszok. Mindegyik új típus az elődhöz képest 17 centiméterrel hosszabb, így lehetővé vált a sofőrfülke növelése, valamint az ülések közötti nagyobb táv alkalmazása. A buszokban saját fejlesztésű műszerfal található. Az Inovell és Optinell típus nappali menetfénnyel (LED) rendelkezik a homlokfalon. 

#### Kiskerekű típusok

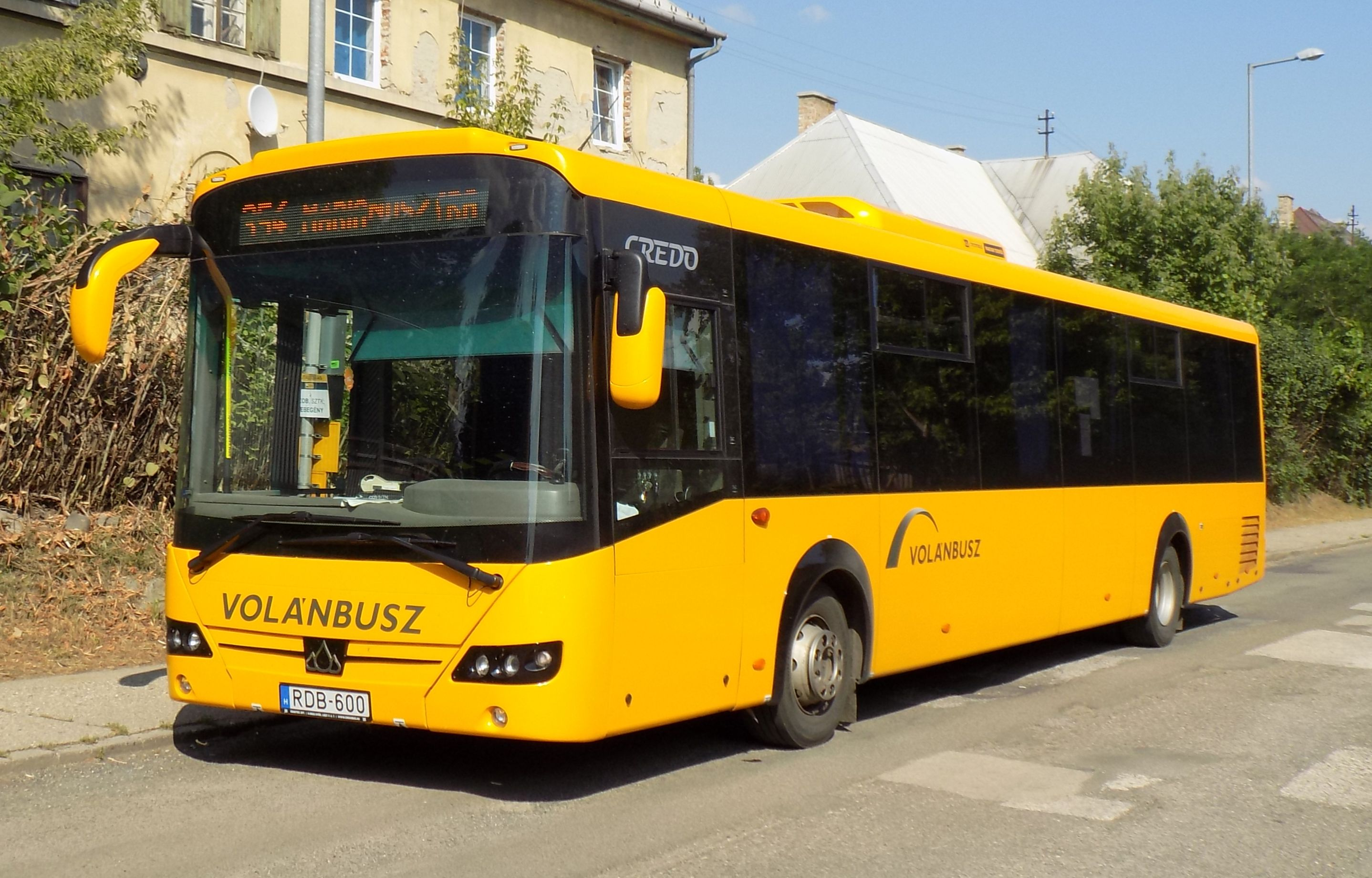
Credo Econell 12

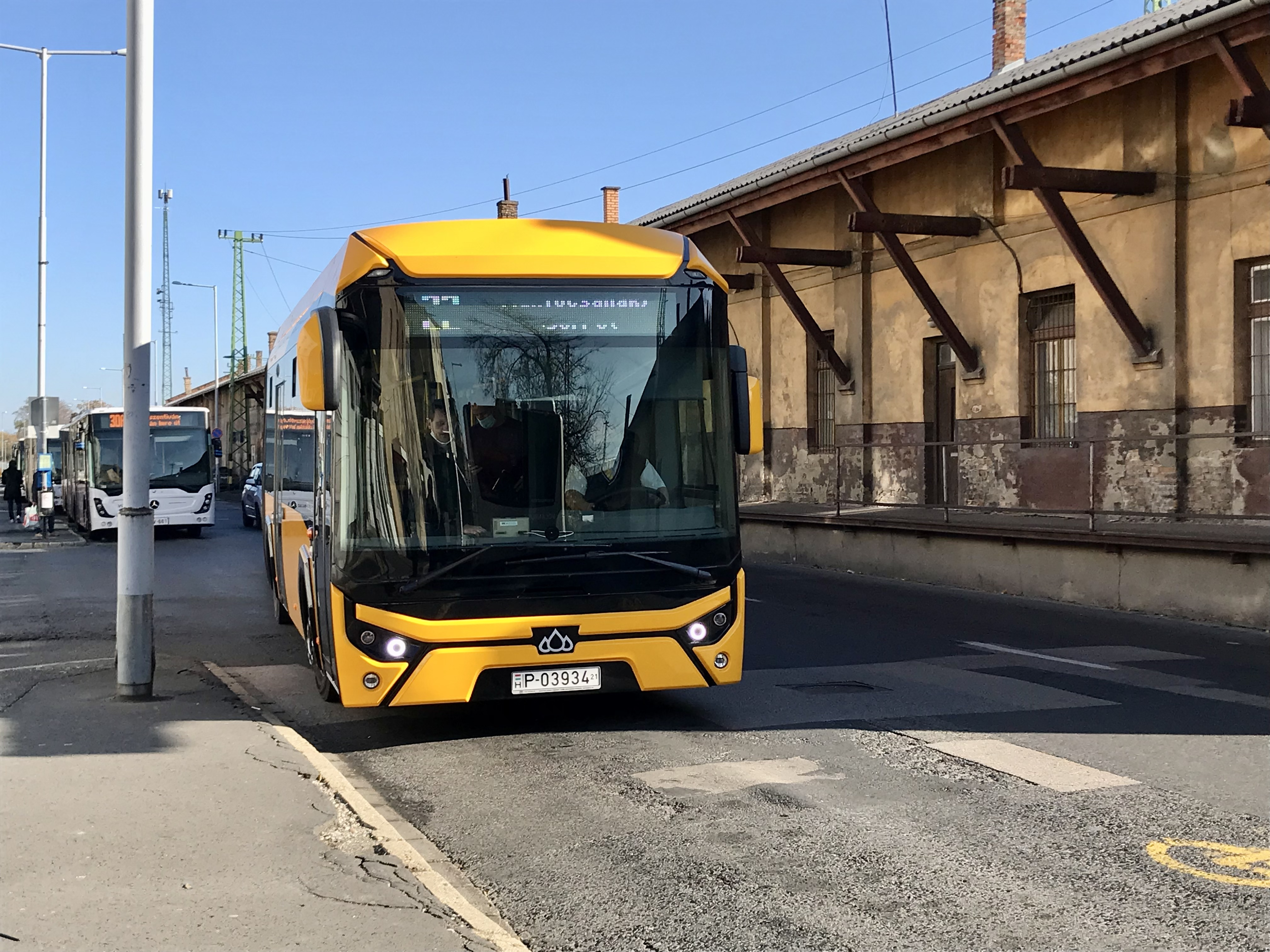
Prototípus Credo Econell 18

Ezen típuscsaládba tartozó autóbuszok érdekessége, hogy a minél kisebb tömeg érdekében mindössze 19,5" kerékátmérőjű abroncsokkal vannak felszerelve, amely kihat az egész vázszerkezet össztömegére. Ez az autóbusz üzemeltetési költségénél előnyt jelent, hiszen kevesebb üzemanyag is elég az autóbusz mozgatásához. Másfelől viszont rossz hatása van az úttartásra, valamint az alacsony belépésű (Econell) autóbuszok esetében hajtott futóműhöz nem elérhető az alacsony padlós technológia, ezért ezek az autóbuszok csak a hajtott tengely előtti szekcióig alacsony padlósak. A városi alkalmazásnál a mellső futómű helyigényének és alacsony terhelhetőségének következtében előre nem tudták beépíteni a városi buszoknál megszokott, két felszállósávos ajtót sem, csökkenteni kellett az első ajtó méretét. A nyilvánvaló hátrányok ellenére Magyarországon jelenleg piacvezetők a Credo autóbuszok, köszönhetően az alacsony vételárnak, fogyasztásnak és fenntartási költségeknek.
- Econell típus: A BN/EN típusok továbbfejlesztett változata. Ismertetőjegyük a megújult homlok és hátfal, a nagyobb sofőrfülke, az utasülések közötti nagyobb táv.
  - Econell City: A szóló Econell városi, háromajtós változata.
  - Econell Next: Az Econell széria átdolgozott dizájnú, „faceliftes” változata. A bemutatkozó prototípus a Econell 18 csuklós busz volt 2021 őszén, melyet 2022 tavaszában követ a már 10 éve gyártott szóló Econell 12 ráncfelvarrása is. A Next formacsalád formatervezője az a Tóth János, akinek a nevéhez kötődik többek között a Nabi Sirius formaterve is.[19]
- Electronell: Az Econell Next széria elektromos hajtással rendelkező változatai. A szóló és csuklós verzió is 2024-ben mutatkozott be a nagyközönség számára.[20]
- Inovell típus: Az EC/IC típusok továbbfejlesztett változata. Ismertető jegye a megújult homlok és hátfal, valamint a LED-es nappali menetfény alkalmazása. A gyártó a rövidebb, helyközi távokra hátul kétszárnyú, nagyobb távok megtétele esetén egyszárnyú ajtóval javasolja kialakításukat. A padlószint magassága 800 mm.
  - Inovell+: Az Inovell továbbfejlesztett változata, teljesen sík padlóval, és 830 mm padlómagassággal. Az ülések 170 mm magas dobogón találhatóak, így nagyobb a csomagtér.
- Optinell típus: Az LH típusok továbbfejlesztett változata. Kinézete az Inovell típussal megegyezik, eltérés csak a padlószint magasságában van, ami az Optinell esetében 1000 mm, aminek köszönhetően az autóbusz csomagtere nagy, 8 m³ befogadóképességű.

A jelenleg gyártásban lévő Econell-Inovell-Optinell típusok érdekessége, hogy moduláris felépítésűek, műszaki megoldásaik azonosak: EEV emissziós szintet teljesítő, 5.9 literes FPT motorral, Magyarországon készült Rába futóművekkel, valamint szintén itthon gyártott ZF/Allison váltókkal rendelhetők. A hozzáadott hazai érték egyes típusok esetében elérheti az akár 85%-ot is.
2015-től a típusok Euro 6-os FPT motorral készülnek, a motorok lökettérfogata a korábbi 5.8 literről 6.7-re nőtt.

### Már nem gyártott típusok
A Kravtex Kft. gyártmányválasztéka 1999-től 2005-ig csak 9,5 m és 10,7 m hosszú midibuszokat tartalmazott. A buszok az övvonalig rozsdamentes anyagból készültek, Iveco Tector típusú, 176 kW teljesítményű motorokkal szerelték őket. Elöl Rába 501 típusú, hátul Rába 106 típusú dobfékes futóművekkel rendelkeztek. Ezen buszoknak nem létezett alacsony padlós változata.
- BN/EN típuscsalád: A Kravtex Kft. városi ill. elővárosi alkalmazásra szánt Low Entry (alacsony belépésű) konstrukciója. Önhordó, az övvonalig rozsdamentes acélból készült autóbuszok. A motor hátul, az utastér padlózata alatt helyezkedik el, ezért csak az utolsó tengely előtti szekcióig alacsony padlósak az autóbuszok.
- EC/IC típuscsalád: Elővárosi/városközi kategóriájú, önhordó, az övvonalig rozsdamentes karosszériájú, farmotoros autóbuszok, 800 mm-es (normál) padlómagassággal. Az elővárosi EC 12-es a cég legsikeresebb terméke. Alacsony komfortfokozatot képvisel, de vételára és a fenntartási költségei szintén alacsonyak. A városközi IC 12-est rendszerint magasabb felszereltségi szinttel látják el.
- LH típuscsalád: Távolsági forgalomra szánt, önhordó, az övvonalig rozsdamentes karosszériájú, farmotoros autóbusz, emelt (1000 mm-es) padlómagassággal és megnövelt csomagtérrel.
- Citadell típuscsalád: A kisméretű kerekekkel kapcsolatos hátrányok elkerülése miatt fejlesztette ki a Kravtex cégcsoport a Citadell típuscsaládot. A kerékátmérő ezen autóbuszok esetében már a megszokott, 22,5" méretű. A hátsó, hajtott tengely alacsony padlós buszokhoz kifejlesztett, ún. portál változatát építették be az autóbuszba, és a motor a padló alól az autóbusz bal oldalára került. Így lehetővé vált a teljesen alacsony padlós kialakítás, és a megfelelő méretű első ajtó beépítése. Az eddigi járművekkel ellentétben ezen autóbuszok teljes vázát rozsdamentes anyagból készítik. Elsőként két szóló és két csuklós prototípus autóbusz készült el. A négy autóbuszt kísérleti célból más-más hajtáslánccal szerelték, valamint egyéb megoldásaikban is különböznek. A cég nem titkoltan budapesti alkalmazásra szánta az autóbuszokat, ennek megfelelően mind a szóló, mind a csuklós változatot tesztelte a BKV. A pécsi buszcsere program keretében a város bérli a 4 db prototípus autóbuszt, 6 db újonnan gyártott Citadell 12-vel egyetemben. Egy később lezárult tendernek köszönhetően további 20 db Citadellel és 5 db Econell City-vel gazdagodott[22] a Tüke Busz flottája. Mivel a típuscsaládból nem készült Euro 6-os motorral szerelt változat, így a típuskínálatból kivezetésre került.

| Credo autóbuszok (jelenleg gyártott) | Credo autóbuszok (jelenleg gyártott) | Credo autóbuszok (jelenleg gyártott) | Credo autóbuszok (jelenleg gyártott) |
| Típus                                | Jelleg                               | Alkalmazás                           | Méretváltozatok                      |
| ------------------------------------ | ------------------------------------ | ------------------------------------ | ------------------------------------ |
| Credobus Electronell 12              | Alacsony belépésű szóló              | elektromos városi                    | 12 m                                 |
| Credo Econell 12                     | Alacsony belépésű midi vagy szóló    | elővárosi, városi                    | 12 m                                 |
| Credo Electronell 18                 | Alacsony belépésű csuklós            | elektromos városi                    | 18 m                                 |
| Credo Econell 18                     | Alacsony belépésű csuklós            | elővárosi, városi                    | 18 m                                 |

| Credo autóbuszok (már nem gyártott) | Credo autóbuszok (már nem gyártott)                    | Credo autóbuszok (már nem gyártott) |
| Típus                               | Jelleg                                                 | Alkalmazás                          |
| ----------------------------------- | ------------------------------------------------------ | ----------------------------------- |
| Credo IC 9,5                        | 9,5 m hosszú midibusz                                  | elővárosi, városközi                |
| Credo IC 11                         | 10,7 m hosszú midibusz                                 | városközi                           |
| Credo IC 12                         | 11,8 m hosszú, szóló autóbusz                          | városközi                           |
| Credo LC 9,5                        | 9,5 m hosszú midibusz                                  | városközi                           |
| Credo LC 9,5H                       | 9,5 m hosszú midibusz                                  | városközi, távolsági                |
| Credo LC 11H                        | 10,7 m hosszú midibusz                                 | városközi, távolsági                |
| Credo LH 12                         | 11,8 m hosszú, emelt padlószintű szóló autóbusz        | városközi-távolsági                 |
| Credo BC 9,5                        | 9,5 m hosszú midibusz                                  | városi                              |
| Credo BC 11                         | 10,7 m hosszú midibusz                                 | városi                              |
| Credo EC 11                         | 10,7 m hosszú midibusz                                 | elővárosi                           |
| Credo EC 12                         | 11,8 m hosszú, szóló autóbusz                          | elővárosi                           |
| Credo EN 9,5                        | 9,6 m hosszú, alacsony belépésű midibusz               | városi, elővárosi                   |
| Credo EN 12                         | 11,8 m hosszú, alacsony belépésű szóló autóbusz        | elővárosi                           |
| Credo EN 18                         | 18 m hosszú, alacsony belépésű csuklós autóbusz        | elővárosi                           |
| Credo BN 12                         | 11,8 m hosszú, alacsony belépésű szóló autóbusz        | városi                              |
| Credo BN 18                         | 18 m hosszú, alacsony belépésű csuklós autóbusz        | városi                              |
| Credo Citadell 12                   | 12 m hosszú, alacsony padlós szóló autóbusz            | városi                              |
| Credo Citadell 19                   | 18,75 m hosszú, alacsony padlós csuklós autóbusz       | városi                              |
| Credo Econell 12                    | 9,7 m 11 m 12 m 12.7 m hosszú alacsony padlós autóbusz | elővárosi, városi                   |
| Credo Econell 12 City               | 9,7 m 11 m 12 m 12.7 m hosszú alacsony padlós autóbusz | városi                              |
| Credo Inovell 12                    | 9,7 m 11 m 12 m 12.7 m hosszú normál padlós autóbusz   | elővárosi, helyközi                 |
| Credo Inovell +                     | 9,7 m 12 m 12.7 m hosszú normál padlós autóbusz        | elővárosi, helyközi                 |
| Credo Optinell 12                   | 9,7 m 11 m 12 m 12.7 m hosszú emelt padlós autóbusz    | távolsági                           |